# Gårda och Berget
Ej att förväxla med Gårda, stadsdel i Göteborg.
Gårda och Berget var före 2015 en av SCB avgränsad och namnsatt småort i Mölndals kommun i Västra Götalands län. Den omfattade bebyggelse i de två orterna belägna i Lindome socken.
Orten klassades av SCB som en småort år 1990, då med 55 invånare omfattande 8 hektar. Sedan dess har befolkningen varit under 50 personer och området har därför inte räknats som småort förrän år 2010. Då definierade SCB orten på 13 hektar och med 60 invånare. Småorten upphörde 2015 när området växte samman med bebyggelsen i Lindome/Göteborg.